# Người nước ngoài
Theo luật, người nước ngoài (tiếng Anh: alien) là bất kỳ người nào (bao gồm cả tổ chức) không phải là công dân hoặc quốc tịch của một quốc gia cụ thể, mặc dù các định nghĩa và thuật ngữ khác nhau ở một mức độ nào đó tùy thuộc vào lãnh thổ hoặc khu vực. Tuy nhiên, khái quát hơn, thuật ngữ "người ngoại kiều" được coi là đồng nghĩa với người nước ngoài.

## Từ vựng
Thuật ngữ "alien" trong tiếng Anh có nguồn gốc từ Tiếng Latinh alienus, từ đó lại có nguồn gốc từ mancupatis trong ngôn ngữ Ấn-Âu, (một bộ lạc thuộc nền văn minh Etrusca), có nghĩa là nô lệ. Tiếng Latinh sau này có nghĩa là người lạ, người nước ngoài hoặc người không có quan hệ huyết thống. Các thuật ngữ tương tự như "người nước ngoài" trong ngữ cảnh này bao gồm người ngoại kiều và người đổ bộ.

## Phân loại
Người nước ngoài có thể thuộc một trong các trường hợp sau:
- Một người nước ngoài được cho phép lưu trú tại quốc gia mà đó là nước ngoài đối với người đó.
- Một người nước ngoài có qưyền lưu trú tạm thời hoặc vĩnh viễn ở một nước (là nước ngoài đối với người đó).